# Bruno Rovesti
Bruno Rovesti (Gualtieri, 13 luglio 1907 – Gualtieri, 20 agosto 1987) è stato un pittore italiano.

## Biografia
È stato un pittore naïf. Nei suoi quadri ha raccontato il Po, la Bassa del Po e i suoi personaggi.

## Premi
- Premio Suzzara, 1949
- Premio Suzzara, 1950
- Reggio Emilia, 1953
- VII Quadriennale nazionale d'arte di Roma, 1955
- Premio Suzzara, 1959
- IX Quadriennale nazionale d'arte di Roma, 1965
- Bratislava, 1966
- I Biennale d'arte naïve di Roma, 1975